# Kisaura niitakaensis
Kisaura niitakaensis là một loài Trichoptera trong họ Philopotamidae. Chúng phân bố ở miền Cổ bắc.